# فولكر فينكه
فولكر فينكه (بالألمانية: Volker Finke) (ولد في 24 مارس 1948) لاعب كرة قدم ألماني معتزل وحاليا مدرب منتخب الكاميرون منذ 2013.